# Hoher Nebelkogel
De Hohe Nebelkogel is een 3211 meter hoge bergtop in het westelijke deel van de Stubaier Alpen in de Oostenrijkse deelstaat Tirol.
De top, die gelegen is op het grondgebied van de gemeente Sölden, ligt net ten zuiden van de Hochstubaihütte (3174 meter), die boven op de Wildkarspitze, een voortop van de Hoher Nebelkogel, is gebouwd. Ten zuiden van de Hohe Nebelkogel ligt een andere buurtop, de Nebelkogel (3070 meter). Vanaf de Hochstubaihütte is de top van de Hohe Nebelkogel in ongeveer een kwartier via een lichte klimweg over de noordoostelijke graat te bereiken. Boven op de berg staat een gipfelkreuz.